# 橙點九棘鱸
橙點九棘鱸，又稱紅點九刺鮨，俗名為石斑、花鱠，為輻鰭魚綱鱸形目鱸亞目鮨科的其中一個種。

## 分布
本魚分布於印度太平洋區，包括西印度洋的群島、南非、日本至中太平洋均有分佈。

## 深度
水深20至150公尺。

## 特徵
本魚體呈淡橙色，密佈暗紅色小點。眶間區平坦或微凹陷。眼小，短於吻長。口大；上頜稍能活動，可向前伸出，末端延伸之眼後之下方；上下頜前端具小犬齒，下頜內側齒尖銳，排列不規則，可向內倒狀；鋤骨和腭骨具絨毛狀齒。體被細小櫛鱗；側線鱗孔數47至53；縱列鱗數94至121。背鰭有硬棘4枚，軟條14至16枚；臀鰭硬棘3枚，軟條8至9枚；腹鰭腹位。胸鰭長於腹鰭，圓形，中央之鰭條長於上下方之鰭條；尾鰭圓形。體長可達60公分。

## 生態
本魚主要棲息在面海的礁坡上，以魚類、甲殼類為食。

## 經濟利用
食用魚，適合煮湯食用。屬於稀有種類。